# シアン化鉄(II)
ヘキサシアノ鉄(II)酸鉄(II)、ヘキサシアニド鉄(II)酸鉄(II)（英:Iron(II) hexacyanoferrate(II)）、またはフェロシアン化鉄(II)（英:Iron(II) ferrocyanide）或いはシアン化鉄(II)（英:Iron(II) cyanide）は、鉄のシアン化物の錯体の一種である。外観は白色固体で、水に不溶。化学式はFe2[Fe(CN)6]或いはFe(CN)2で表される。

## 生成
青酸（シアン化水素）に鉄を溶かすと得られる。
{\displaystyle {\ce {{Fe}+2HCN->{Fe(CN)2}+H2}}}
ヘキサシアノ鉄(II)酸カリウムと鉄(II)イオンの反応で得られる白色沈殿（条件によっては青白色沈殿）はこのヘキサシアノ鉄(II)酸鉄(II)である。　　
　{\displaystyle {\ce {2Fe^2+ + [Fe(CN)6]^4- -> Fe2[Fe(CN)6]}}}

## 性質
空気中では幾分酸化されて濃青色の紺青と緑白色の水酸化鉄(Ⅱ)を生ずるため沈殿が青白色となる。
　{\displaystyle {\ce {3Fe2[Fe(CN)6] + 2H2O + O2 -> Fe4[Fe(CN)6]3 + 2Fe(OH)2}}}
水酸化カリウムなどの強塩基を加えて加熱すると水酸化鉄(Ⅱ)及びヘキサシアノ鉄(II)酸カリウム等のヘキサシアノ鉄(II)酸塩を生ずる。
　{\displaystyle {\ce {Fe2[Fe(CN)6] + 4KOH -> K4[Fe(CN)6] + 2Fe(OH)2}}}